# Shishmaref
Shishmaref (in inupiatun Qiġiqtaq; in russo Шишмарёв, Šišmarëv) è una cittadina degli Stati Uniti d'America, situata nella Census Area di Nome, nello Stato dell'Alaska. La comunità è localizzata sull'isola di Saryčev, nel mare dei Ciukci, isola costiera che chiude l'imboccatura dell'insenatura di Shishmaref. Quest'ultima è stata così denominata nel 1816 dall'esploratore Otto von Kotzebue della Marina imperiale russa, in onore di un membro della spedizione, il tenente di vascello Gleb Semënovič Šišmarëv, e poi la cittadina ha preso lo stesso nome.
A partire dal dicembre del 1978, l'insenatura, e di conseguenza il tradizionale villaggio inupiat di Shishmaref, che si trova alla sua bocca, sono circondati dal territorio della riserva naturale di Bering Land Bridge..